# Bitwa o Chojnice
Bitwa o Chojnice – starcie zbrojne mające miejsce 13-14 lutego 1945 między oddziałami Armii Czerwonej a wojskami niemieckimi, skutkujące zdobyciem Chojnic i zakończeniem władzy reżimu III Rzeszy na terenie miasta.

## Przebieg działań bojowych
Do Chojnic wojska 70 Armii 2 Frontu Białoruskiego Armii Czerwonej dotarły 13 lutego 1945. Miało to miejsce w czasie prowadzonej operacji pomorskiej. Oprócz wspomnianej 70 Armii w walkach o zdobycie Chojnic uczestniczył 8 Korpus Zmechanizowany i 3 Gwardyjski Korpus Kawalerii. Miasto było ważnym wezłem komunikacyjnym i było bronione przez oddziały z niemieckiej Grupy Armii Wisła. Obrona była na tyle silna, że na radzieckie ataki odpowiadała kontratakami. Atakujący osiągnęli jednak przedpola Chojnic i rankiem 14 lutego 1945 rozpoczęli główny atak na miasto. Po zaciętych walkach ulicznych niemiecki garnizon został rozbity w godzinach popołudniowych. Do zakończenia okupacji niemieckiej Chojnic przyczyniła się również 4 Armia Lotnicza dowodzona przez gen. Konstantego Wierszynina. 
W czasie walk w mieście i okolicy poległo 842 żołnierzy radzieckich. Pochowano ich na cmentarzu żołnierzy Armii Radzieckiej w Chojnicach. 

## Upamiętnienie
W okresie Polski Ludowej dla upamiętnienia żołnierzy radzieckich poległych w walkach w rejonie Chojnic oraz wspólnych walk żołnierzy polskich i radzieckich wzniesiono Pomnik Braterstwa Broni przy ul. Sukienników. Uczestnikowi walk o Chojnice ppłk Wasylowi Morozowowi władze miasta nadały godność honorowego obywatela Chojnic.